# 約西皮夫卡 (科羅斯堅區)
50°52′39″N 28°58′53″E / 50.87750°N 28.98139°E
約西皮夫卡（羅馬化：Yosypivka）是烏克蘭北部的村莊，隸屬日托米爾州的科羅斯滕區。該村始建於十六世紀，面積2.76平方公里，海拔高度180米，2001年人口473，人口密度每平方公里171.38人。